# Pardomima amyntusalis
Pardomima amyntusalis là một loài bướm đêm trong họ Crambidae.